# Momoiro Clover Z
Momoiro Clover Z este o formație pop japoneză de fete, formată în 2008.
Momoclo (alte nume) se bucură de mare popularitate în Japonia.

## Membre
| Members      | Kanako Momota Shiori Tamai Ayaka Sasaki Reni Takagi |
|              |                                                     |
| Past members | Akari Hayami Momoka Ariyasu                         |

## Discografie

### Single-uri

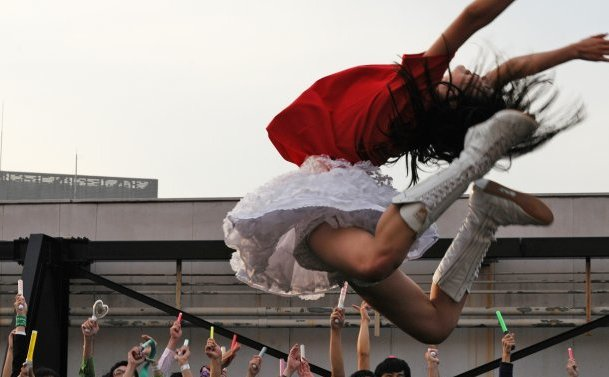
"Ikuze! Kaitō Shōjo" (行くぜっ！怪盗少女)

| #                   | Titlu                                                                                         | An                  |                     |                     |
| Produse independent | Produse independent                                                                           | Produse independent | Produse independent | Produse independent |
| ------------------- | --------------------------------------------------------------------------------------------- | ------------------- | ------------------- | ------------------- |
| 1                   | "Momoiro Punch" (ももいろパンチ?)                                                             | 2009                |                     |                     |
| 2                   | "Mirai e Susume!" (未来へススメ！?)                                                           | 2009                |                     |                     |
| Single-ul de debut  |                                                                                               |                     |                     |                     |
| 1                   | "Ikuze! Kaitō Shōjo" (行くぜっ！怪盗少女?)                                                    | 2010                |                     |                     |
| 2                   | "Pinky Jones" (ピンキージョーンズ?)                                                           | 2010                |                     |                     |
| 3                   | "Mirai Bowl / Chai Maxx" (ミライボウル / Chai Maxx?)                                          | 2011                |                     |                     |
| 4                   | "Z Densetsu: Owarinaki Kakumei" (Z伝説 ～終わりなき革命～?)                                   | 2011                |                     |                     |
| 5                   | "D' no Junjō" (D'の純情?)                                                                     | 2011                |                     |                     |
| 6                   | "Rōdō Sanka" (労働賛歌?)                                                                      | 2011                |                     |                     |
| 7                   | "Mōretsu Uchū Kōkyōkyoku Dai 7 Gakushō «Mugen no Ai»" (猛烈宇宙交響曲・第七楽章「無限の愛」?) | 2012                |                     |                     |
| 8                   | "Otome Sensō" (Z女戦争?)                                                                      | 2012                |                     |                     |
| 9                   | "Saraba, Itoshiki Kanashimitachi yo" (サラバ、愛しき悲しみたちよ?)                            | 2012                |                     |                     |
| 10                  | GOUNN                                                                                         | 2013                |                     |                     |
| 11                  | "Naite mo Iin Da yo" (泣いてもいいんだよ?)                                                    | 2014                |                     |                     |
| 12                  | MOON PRIDE                                                                                    | 2014                |                     |                     |
| 13                  | "Yume no Ukiyo ni Saite Mi na" (夢の浮世に咲いてみな?)                                        | 2015                |                     |                     |
| 14                  | "Seishunfu" (青春賦?)                                                                         | 2015                |                     |                     |
| 15                  | "Z no Chikai" (「Z」の誓い?)                                                                  | 2015                |                     |                     |
| 16                  | "The Golden History" (ザ・ゴールデン・ヒストリー?)                                            | 2016                |                     |                     |
| 17                  | "BLAST"                                                                                       | 2017                |                     |                     |

### Albume
| #              | Titlu                                        | An   |
| -------------- | -------------------------------------------- | ---- |
| 1              | Battle and Romance (バトル アンド ロマンス?) | 2011 |
| 2              | 5th Dimension (5TH DIMENSION?)               | 2013 |
| 1 (Compilație) | Iriguchi no Nai Deguchi (入口のない出口?)    | 2013 |
| 3              | AMARANTHUS                                   | 2016 |
| 4              | Hakkin no Yoake (白金の夜明け?)              | 2016 |